# Roadracing-VM 1984
Roadracing-VM 1984 kördes över 12 deltävlingar.
| Klass       | Mästare individuellt                           | Mästare konstruktörer |
| ----------- | ---------------------------------------------- | --------------------- |
| 500GP       | Eddie Lawson (Yamaha)                          | Honda                 |
| 250GP       | Christian Sarron (Yamaha)                      | Yamaha                |
| 125GP       | Ángel Nieto (Garelli)                          | Garelli               |
| 80GP        | Stefan Dörflinger (Zündapp)                    | Zündapp               |
| Sidvagn     | Egbert Streuer/Bernard Schnieders (LCR-Yamaha) | LCR-Yamaha            |
| Formula TT1 | Joey Dunlop (Honda)                            | -                     |
| Formula TT2 | Tony Rutter (Ducati)                           | -                     |
| Endurance   | Patrick Igoa, Gérard Coudray (Honda)           | -                     |

## 500GP
Eddie Lawson vann sin första VM-titel i 500GP-klassen. Alla tävlingar vanns av amerikanska förare.

### Delsegrare
| Bana         | Vinnare         | Märke  |
| ------------ | --------------- | ------ |
| Kyalami      | Eddie Lawson    | Yamaha |
| Misano       | Freddie Spencer | Honda  |
| Jarama       | Eddie Lawson    | Yamaha |
| Salzburgring | Eddie Lawson    | Yamaha |
| Nürburgring  | Freddie Spencer | Honda  |
| Paul Ricard  | Freddie Spencer | Honda  |
| Rijeka       | Freddie Spencer | Honda  |
| Assen        | Randy Mamola    | Honda  |
| Spa          | Freddie Spencer | Honda  |
| Silverstone  | Randy Mamola    | Honda  |
| Anderstorp   | Eddie Lawson    | Yamaha |
| Mugello      | Freddie Spencer | Honda  |

### Slutställning
| Plats | Förare          | Märke  | Poäng |
| ----- | --------------- | ------ | ----- |
| 1     | Eddie Lawson    | Yamaha | 142   |
| 2     | Randy Mamola    | Honda  | 111   |
| 3     | Raymond Roche   | Honda  | 99    |
| 4     | Freddie Spencer | Honda  | 87    |
| 5     | Ron Haslam      | Honda  | 77    |
| 6     | Barry Sheene    | Suzuki | 34    |

## 250GP
Christian Sarron tog titeln efter en jämn säsong, där Manfred Herweh pressade honom hela vägen.

### Delsegare
| Bana         | Vinnare           | Märke      |
| ------------ | ----------------- | ---------- |
| Kyalami      | Patrick Fernandez | Yamaha     |
| Misano       | Fausto Ricci      | Yamaha     |
| Jarama       | Sito Pons         | JJ Cobas   |
| Salzburgring | Christian Sarron  | Yamaha     |
| Nürburgring  | Christian Sarron  | Yamaha     |
| Paul Ricard  | Anton Mang        | Yamaha     |
| Rijeka       | Manfred Herweh    | Real-Rotax |
| Assen        | Carlos Lavado     | Yamaha     |
| Spa          | Manfred Herweh    | Real-Rotax |
| Silverstone  | Christian Sarron  | Yamaha     |
| Anderstorp   | Manfred Herweh    | Real-Rotax |
| Mugello      | Manfred Herweh    | Real-Rotax |

### Slutställning
| Plats | Förare           | Märke      | Poäng |
| ----- | ---------------- | ---------- | ----- |
| 1     | Christian Sarron | Yamaha     | 109   |
| 2     | Manfred Herweh   | Real-Rotax | 100   |
| 3     | Carlos Lavado    | Yamaha     | 77    |
| 4     | Sito Pons        | JJ Cobas   | 66    |
| 5     | Anton Mang       | Yamaha     | 61    |
| 6     | Jacques Cornu    | Yamaha     | 60    |

## 125GP
Ángel Nieto tog sin sista VM-titel.

### Delsegrare
| Bana        | Vinnare         | Märke      |
| ----------- | --------------- | ---------- |
| Misano      | Ángel Nieto     | Garelli    |
| Jarama      | Ángel Nieto     | Garelli    |
| Nürburgring | Ángel Nieto     | Garelli    |
| Paul Ricard | Ángel Nieto     | Garelli    |
| Assen       | Ángel Nieto     | Garelli    |
| Silverstone | Ángel Nieto     | Garelli    |
| Anderstorp  | Fausto Gresini  | Morbidelli |
| Mugello     | Maurizio Vitali | Morbidelli |

### Slutställning
| Plats | Förare             | Märke      | Poäng |
| ----- | ------------------ | ---------- | ----- |
| 1     | Ángel Nieto        | Garelli    | 90    |
| 2     | Eugenio Lazzarini  | Garelli    | 78    |
| 3     | Fausto Gresini     | Morbidelli | 51    |
| 4     | Maurizio Vitali    | Morbidelli | 45    |
| 5     | August Auinger     | Morbidelli | 41    |
| 6     | Jean-Claude Selini | Morbidelli | 33    |

## 80GP
Stefan Dörflinger vann titeln efter fyra delsegrar.

### Delsegrare
| Bana         | Vinnare            | Märke   |
| ------------ | ------------------ | ------- |
| Misano       | Pier Paolo Bianchi | Casal   |
| Jarama       | Pier Paolo Bianchi | Casal   |
| Salzburgring | Stefan Dörflinger  | Zündapp |
| Nürburgring  | Stefan Dörflinger  | Zündapp |
| Rijeka       | Stefan Dörflinger  | Zündapp |
| Assen        | Jorge Martínez     | Derbi   |
| Spa          | Stefan Dörflinger  | Zündapp |
| Mugello      | Gerhard Waibel     | Real    |

### Slutställning
| Plats | Förare             | Märke    | Poäng |
| ----- | ------------------ | -------- | ----- |
| 1     | Stefan Dörflinger  | Zündapp  | 82    |
| 2     | Hubert Abold       | Zündapp  | 75    |
| 3     | Pier Paolo Bianchi | Casal    | 68    |
| 4     | Jorge Martínez     | Derbi    | 62    |
| 5     | Gerhard Waibel     | Real     | 61    |
| 6     | Hans Spaan         | Kreidler | 47    |